# Basílica del Santísimo Sacramento (Buenos Aires)
La Basílica del Santísimo Sacramento o Iglesia del Santísimo Sacramento de la ciudad de Buenos Aires, Argentina es una iglesia  ubicada en la calle San Martín 1039 en el barrio de Retiro de esa ciudad, que fue consagrada en 1914.

## Descripción
Mandada a construir por Mercedes Castellanos de Anchorena, la obra fue ejecutada por los arquitectos Coulomb y Chauvet y supervisada por el hermano superior de la Congregación del Santísimo Sacramento que escogió los materiales. Su estilo es eclético, se tomó la Catedral de Angoulême como inspiración.
Su construcción, que insumió ocho años, fue propiciada por Mercedes Castellanos de Anchorena, que vivía en el Palacio Anchorena ubicado a unos 150 metros de la iglesia. Está dedicada a la Adoración Perpetua y en esta basílica -a diferencias de otras de la misma época- no se resalta a la Mesa del Sacrificio.
Su arquitectura es armónica y proporcionada, tiene cinco torres, tres en el frente y dos en el ábside, que a diferencias de las catedrales góticas no son flechas lanzadas al cielo ni tampoco muros cuadrados de iglesias románicas. Su interior, que consta de tres naves y es de estilo neogótico, está ornamentado con piezas artísticas de gran valor, destacándose los vitrales en las tres naves principales, aplicaciones en oro y plata en el altar, los revestimientos de granito de Baveno y de los Vosgos, así como mármoles rojos de Verona y blanco de Carrara, ónix granate de Marruecos, granito azul y mayólicas venecianas, además de esculturas artísticas de mármol blanco. Posee tallas de madera realizadas en Europa y un órgano de cinco mil tubos marca Mutin Cavaillé-Coll inaugurado en 1915 con la interpretación de la Quinta Sinfonía de Widor que contó con la presencia del dueño de la empresa fabricante del instrumento musical Charles Mutin. 
Está considerada como una de las iglesias más lujosas de la ciudad de Buenos Aires y la elegida para celebrar los casamientos por la alta sociedad porteña. En una cripta descansan los restos de doña Mercedes C. de Anchorena, quien había manifestado que:

Si ella vivía en un Palacio, su Dios debía tener el propio.

## Órgano
La Basílica posee un órgano Mutin-Cavaillé-Coll construido en 1912, e instalado en 1915. Posee cuatro manuales, pedalera, 4980 tubos de estaño, plomo, pino y zinc, agrupados en 73 registros. Es el órgano más grande de Sudamérica y se trata del órgano Cavaillé-Coll más grande instalado fuera de Francia.